# 233 Rezerwowa Dywizja Grenadierów Pancernych
233 Dywizja Grenadierów Pancernych (niem. 233. Panzergrenadier Division) – niemiecka dywizja grenadierów pancernych z okresu II wojny światowej.

## Historia
Utworzona 15 maja 1942 roku we Frankfurcie nad Odrą Division Nr 233. Głównym zadaniem jednostki było nadzorowanie i wspieranie innych oddziałów zmotoryzowanych na terenie Altmarku, Brandenburgii oraz Neumarku, czyli terenów ówczesnego okręgu wojskowego Wehrkries III.
W związku z akcją przeformowywania dywizji zmotoryzowanych w dywizje grenadierów pancernych, 233 Dywizja przejęła odpowiedzialność za szkolenie i uzbrojenie dla jednostek tego typu. Dywizja została przeorganizowana rozkazem z dnia 7 lipca 1942 roku na jednostkę grenadierów pancernych (233 Panzergrenadier-Division). W jej skład wchodziły bataliony zapasowe jednostek czołgów, oddziały piechoty zmotoryzowanej, grenadierów pancernych, oddziały rozpoznawcze motocyklistów oraz jednostki saperów a nawet kawalerzystów (którzy jednak szybko zostali szkolnym oddziałem kolarzy). 

### Przeformowanie
5 kwietnia 1943 roku 233 Dywizja Grenadierów Pancernych otrzymała nowe miano - 233 Panzer-Division stając się jednocześnie 233 Dywizją Pancerną. Dywizję przeniesiono do Danii, gdzie pozostała do końca wojny. 
| Historia dywizji             | Sformowana |
| ---------------------------- | ---------- |
| Division Nr 233 (mot)        | 1942 r.    |
| 233 Panzergrenadier-Division | 1942 r.    |
| 233 Panzer-Division          | 1943 r.    |
| 233 Reserve-Panzer-Division  | 1943 r.    |
| Panzer Division Clausewitz   | 1945 r.    |

## Dowódcy
- gen. por. Kurt Jahn (1942 – 1943)
- gen. por. Heinrich Wosch (1943)

## Skład dywizji
- 5 zapasowy batalion pancerny (Panzer-Ersatz-Abteilung 5)
- 83 zapasowy pułk grenadierów pancernych (Panzer-Grenadier-Ersatz-Regiment 83)
- 3 zapasowy pułk piechoty (zmotoryzowany) (Infanterie-Ersatz-Regiment (mot.) 3)
- 3 zapasowy dywizjon niszczycieli czołgów (Panzerjäger-Ersatz-Abteilung 3)
- 43 zapasowy dywizjon niszczycieli czołgów (Panzerjäger-Ersatz-Abteilung 43)
- 3 zapasowy batalion motocyklowy (Kradschützen-Ersatz-Bataillon 3)
- 4 zapasowy batalion motocyklowy (Kradschützen-Ersatz-Bataillon 4)
- 9 zapasowy batalion rowerowy (Radfahr-Ersatz-Abteilung 9)
- I dywizjon 59 zapasowego pułku artylerii (Artillerie-Ersatz-Abteilungen I/59)
- II dywizjon 59 zapasowego pułku artylerii (Artillerie-Ersatz-Abteilungen II/59)
- 208 zapasowy pancerny batalion pionierów (Panzer-Pionier-Ersatz-Bataillon 208)